# Al-Bakkar Szarki
Al-Bakkar Szarki (arab. البكار شرقي) – wieś w Syrii, w muhafazie Dara. W 2004 roku liczyła 960 mieszkańców.